# ألفريدو إس. جي. تايلور
ألفريدو إس. جي. تايلور (بالإنجليزية: Alfredo S.G. Taylor)‏ هو مهندس معماري أمريكي، ولد في 1872، وتوفي في 1947.